# Schwarzschnabelliest
Der Schwarzschnabelliest (Pelargopsis melanorhyncha) ist ein in Sulawesi vorkommender Vogel aus der Familie der Eisvögel.

## Beschreibung

### Aussehen
Adulte Schwarzschnabellieste erreichen eine Länge von ca. 35 Zentimetern. Das Gewicht der Männchen beträgt etwa 184 Gramm, dasjenige der Weibchen etwa 203 Gramm. Zwischen den Geschlechtern besteht kein Sexualdimorphismus. Bei beiden Geschlechtern sind Kopf, Hals, Kehle, Brust, Bauch und Rücken cremefarben, lediglich die Stirn sowie ein Augenstreifen sind grauschwarz verdunkelt. Die Flügel sowie die Steuerfedern sind dunkelbraun und schimmern zuweilen leicht bläulich. Der kräftige, lange Schnabel ist schwarz, die Iris dunkelbraun, Beine und Füße sind dunkel rotbraun gefärbt. 

### Lautäußerungen
Die Lautäußerungen des Schwarzschnabelliest bestehen aus einer Serie lauter, wie ein Bellen klingender „kak-kak-kak“-Rufe oder mehrmals wiederholter „ke-kak“-Rufe. 

## Verbreitung und Lebensraum
Der Schwarzschnabelliest kommt in Sulawesi und einigen umliegenden Inseln vor.  Er besiedelt bevorzugt Mangrovenwälder, Gebüsch reiche Küstenregionen, Sumpfgebiete und waldige Flussläufe. Die Höhenverbreitung reicht in der Regel bis auf 600 Meter, in Ausnahmen, wie im Bogani Nani Wartabone Nationalpark bis auf 980 Meter.

## Unterarten
Neben der in Sulawesi und einigen assoziierten Inseln vorkommenden Nominatform Pelargopsis melanorhyncha melanorhyncha sind zwei weitere Unterarten bekannt:
- Pelargopsis melanorhyncha dichrorhyncha Meyer & Wiglesworth, 1896, auf den Banggai-Inseln
- Pelargopsis melanorhyncha eutreptorhyncha Hartert, 1898, auf den Sula-Inseln.

## Lebensweise
Die Vögel ernähren sich in erster Linie von Krebstieren (Crustacea). Die Beutetiere werden auf einem Ansitz, meist einem Ast über dem Wasser durch Schlagen gegen den Ast abgetötet oder betäubt und dadurch in eine günstig Lage zum problemlosen Herunterschlucken gebracht. Für die Inseln Muna und Buton wird der Monat September als Brutmonat angegeben. Weitere Details zum Brutverhalten müssen noch erforscht werden.

## Gefährdung
Der Schwarzschnabelliest ist in seinen Verbreitungsgebieten nicht selten und wird er von der Weltnaturschutzorganisation IUCN demzufolge als  „least concern = nicht gefährdet“ klassifiziert.